# Орто-Арык (Ошская область)
Орто-Арык (кирг. Орто-Арык) — село в Узгенском районе Ошской области Кыргызстана. Входит в состав Кароолского аильного округа. Код СОАТЕ — 41706  255 832 04 0

## Население
По данным переписи 2023 года, в селе проживало 889 человек.